# NGC 2598
NGC 2598 je galaksija u zviježđu Raku.

## Vanjske poveznice
- SEDS: NGC 2598